# فرناندو کاردوزو
فرناندو کاردوزو (انگلیسی: Fernando Cardozo؛ زادهٔ ۸ فوریهٔ ۲۰۰۱) بازیکن فوتبال اهل پاراگوئه است.
از باشگاه‌هایی که در آن بازی کرده‌است می‌توان به باشگاه فوتبال بوآویشتا و باشگاه ورزشی الیمپیا اشاره کرد.
وی همچنین در تیم‌های ملی فوتبال زیر ۱۷ سال پاراگوئه و زیر ۲۰ سال پاراگوئه بازی کرده‌است.